# Schwenningen (Bavière)
Pour les articles homonymes, voir Schwenningen.
Schwenningen est une commune de Bavière (Allemagne), située dans l'arrondissement de Dillingen, dans le district de Souabe.